# Sea Bright
Sea Bright és una població dels Estats Units a l'estat de Nova Jersey. Segons el cens del 2009 tenia 1.808 habitants.

## Demografia
Segons el cens del 2000, Sea Bright tenia 1.818 habitants, 1.003 habitatges, i 402 famílies. La densitat de població era de 1.096,8 habitants/km².
Dels 1.003 habitatges en un 11,1% hi vivien nens de menys de 18 anys, en un 29,6% hi vivien parelles casades, en un 6,3% dones solteres, i en un 59,9% no eren unitats familiars. En el 45,4% dels habitatges hi vivien persones soles el 7,6% de les quals corresponia a persones de 65 anys o més que vivien soles. El nombre mitjà de persones vivint en cada habitatge era d'1,81 i el nombre mitjà de persones que vivien en cada família era de 2,51.
Per edats la població es repartia de la següent manera: un 11,2% tenia menys de 18 anys, un 5,3% entre 18 i 24, un 41,5% entre 25 i 44, un 31,2% de 45 a 60 i un 10,8% 65 anys o més.
L'edat mediana era de 40 anys. Per cada 100 dones de 18 o més anys hi havia 109,5 homes.
La renda mediana per habitatge era de 65.563 $ i la renda mediana per família de 72.031 $. Els homes tenien una renda mediana de 60.417 $ mentre que les dones 41.100 $. La renda per capita de la població era de 45.066 $. Aproximadament el 5,3% de les famílies i el 7,6% de la població estaven per davall del llindar de pobresa.

## Poblacions més properes
El següent diagrama mostra les poblacions més properes.